# Consuelo Femenía Guardiola
María Consuelo Femenía Guardiola (Xàbia, 17 de juny de 1965) és una diplomàtica valenciana. Des del 28 de desembre de 2021 és l'ambaixadora d'Espanya als Països Baixos.
És llicenciada en Dret per la Universitat de València i va ingressar en 1992 en la Carrera Diplomàtica.
Ha estat destinada en les representacions diplomàtiques espanyoles a Letònia, Rússia, Nicaragua i Països Baixos. Ha estat representant permanent adjunta davant l'Organització per a la Prohibició d'Armes Químiques. En 2006 va ser nomenada subdirectora general d'Assumptes Culturals i Científics, i en 2008 ascendida a directora de Cooperació per a Amèrica Llatina i el Carib de l'Agència Espanyola de Cooperació Internacional per al Desenvolupament. Posteriorment, des de gener de 2010 fins a gener de 2011, va ser ambaixadora en Missió Especial per al Tractat de Comerç d'Armes. El seu primer lloc com a ambaixadora d'Espanya va ser a Riga (Letònia) de 2011 a 2014. Des de 2014 a 2018 va ser assessora en l'Oficina d'Informació Diplomàtica del Ministeri d'Afers Exteriors i de Cooperació, per al desenvolupament de la xarxa de Diplomàcia Digital i Comunicació Diplomàtica, i posteriorment la primera subdirectora general de Comunicació Digital i Diplomàcia Pública.

## Publicacions
- "En la era del diplomático anfibio" - The Diplomat, 24 octubre, 2016[9]
- "Digital diplomacy as a team work tester"[10]
- La diplomacia española ante el reto digital[11] - Llibre de referència

## Reconeixements
- "Best Team Leader of the Year #2" - The State of Digital Diplomacy 2016 - Març de 2017[12]